# Шрам (роман Дяченко)
«Шрам» — роман русских писателей Марины и Сергея Дяченко в стиле фэнтези. Вторая книга из цикла «Скитальцы». По определению литературоведа Михаила Назаренко, вершина раннего творчества Дяченко.

## Сюжет
Доблестный гуард Эгерт Солль, храбрец, прирождённый фехтовальщик, любимец женщин, по молодости жесток и бесстрашен. Повстречав в своём городе красавицу Торию, Эгерт пытается её соблазнить, но та хранит верность жениху. Дуэль между Соллем и женихом Тории, студентом Динаром, который никогда не держал в руках шпагу, заканчивается смертью студента.
За дуэлью наблюдает таинственный странник, который, в свою очередь, провоцирует Солля на поединок. Странник оставляет гуарду шрам на щеке и связанное с этим шрамом проклятие непреодолимой трусости. Проклятие приводит к тому, что Эгерт Солль становится парией. Изгнанный из родного города и униженный, Эгерт ищет способ снять заклятие, однако панический ужас перед даже самой ничтожной опасностью делает Солля беспомощным. Он не может даже покончить с собой.
После долгих странствий, полных унижений и издевательств, Эгерт встречает мага Луаяна, декана университета. Луаян объясняет юноше, что страшное заклятие наложил тот, кого зовут Скитальцем, и только он может его снять. Скиталец является в город каждый год, осенью, накануне Дня Премноголикования. Декан предлагает Эгерту поступить в университет в качестве вольнослушателя, получить кров и стол, а также защиту от любых оскорблений в стенах университета и за оставшиеся до праздника полгода попытаться подготовиться к встрече со Скитальцем.
В университете, к своему ужасу, Эгерт снова встречает Торию, которая оказывается дочерью Луаяна. Поначалу девушка относится к нему с крайним презрением, которое постепенно сменяется жалостью, а потом и любовью. Кроме того, Эгерта преследует Фагирра, жрец привидения Лаш, требующий, чтобы он шпионил за Луаяном, и бывшие друзья-гуарды, которые хотят силой отвезти его в родной город, чтобы предать суду за дезертирство. Через полгода Эгерту удаётся встретиться со Скитальцем, и тот сообщает: «Когда первое в вашей душе обернётся последним, когда путь будет пройден до конца, когда на пять вопросов вы пять раз ответите да, заклятие спадёт само собой».
Могущественные жрецы привидения Лаш предсказывают окончание времён и затворяются в своём храме. В городе, а потом и во всём мире, происходит эпидемия чумы. Декан сообщает Тории и Эгерту, что Чёрный Мор вызвали сами жрецы, не зная, что и они станут его жертвами. Луаяну удаётся остановить мор ценой своей жизни. 
По навету Фагирры арестовывают и пытают Торию, чтобы обвинить её и её отца в колдовстве, результатом которого стал мор. От Эгерта Фагирра требует, чтобы он был на процессе главным свидетелем обвинения. На суде Тория не признаёт вины и обвиняет жрецов. Эгерт отвечает «да» на четыре вопроса обвинения, а на пятый — верно ли, что магические действия декана и его дочери вызвали в городе Мор, — ему удаётся сказать «нет». В этот момент его шрам исчезает, страх покидает Эгерта, он отбирает оружие у одного из стражников, убивает палача и главного жреца и освобождает Торию. Присутствующие на процессе студенты нападают на жрецов, толпа разносит здание суда и топчет служителей.

## Художественные особенности
На примере «Шрама» литературовед Михаил Назаренко показывает, что в ранние произведения Дяченко нужно хорошо вчитаться, чтобы понять, какую игру ведут авторы. Жанровая модель быстро меняется — а вместе с ней меняются и герои, порой также и мир. «Шрам» начинается в почти буффонадных тонах, одновременно присутствует и сдержанно-ироничный тон — но затем следуют сюжетные эпизоды, заставляющие вспомнить мушкетёрский роман и оборачивающиеся трагедией (смертью студента Динара), не понятой, не увиденной главным героем. Во время поединка с магом-странником читатель впервые вспоминает, что перед ним всё-таки фэнтези.
Важную роль в романе играют не только ключевые моменты и решительные этапы, но и обыденное, повторяющееся. Ритм повествования отражает течение времени. Ход времени в «Шраме» отмерен по месяцам, а в ключевые моменты время замедляется. Изменение течения времени достигается в том числе через авторскую речь, неспешно-книжную или торопливую (в таких случаях нередко используется точка с запятой, которая одновременно разделяет и соединяет части предложения, создаёт перебой ритма, будто ёкающее сердце).
С предыдущим романом цикла «Скитальцы» — «Привратником» — роман «Шрам» связан не столько общими персонажами, сколько миром, где происходит действие. О реалиях мира и о героях читатель узнаёт постепенно: информацию авторы дают читателю в строго отмеренном, дозированном виде, скупо цедя сведения (приём, часто использовавшийся братьями Стругацкими). Те читатели, кто не знаком с «Привратником», знают о мире мало, столько же, сколько герои, или меньше — и это работает на художественную достоверность: и в нашем, реальном мире едва ли кто-то знает всё о мире и его скрытых пружинах.
Н. Перумов и Д. Рудаков отмечают слабость авантюрной канвы романа. «Шрам» статичен, в нём соблюдаются три единства классицизма — места, времени и действия. Место действия меняется лишь раз, все детали, участвующие в создании антуража и показе быта, намеренно упрощены. Отсутствует главная пружина фэнтезийного сюжета — квест, то есть хождение героя по городам в поисках счастья, судьбы, награды или расплаты. Авторы сознательно отказались от лихо закрученной интриги, напряжённого «аркадного» действия, сосредоточив своё внимание лишь на внутренних переживаниях героев. Герою не нужно никуда отправляться, ему даже не надо ничего делать — он лишь должен пять раз сказать «да». В романе, по сути, присутствует «психоквест» — приключения духа, и отсутствие обычного квеста компенсируется убедительной «психологической» линией сюжета, трансформацией сознания героя. Квест происходит внутри героя, именно внутри себя он одерживает свои маленькие победы и терпит поражения. Для фэнтези это не ново, но в «Шраме» к тому же отсутствует реальное персонифицированное воплощение абсолютного Зла: у Эгерта нет противника, кроме самого себя. В его мире если и есть сверхъестественные силы, то далеко, за пределами внимания авторов.
Упомянутые особенности отличают «Шрам» от предыдущего романа цикла, «Привратника»: в «Привратнике» есть вполне добротная, именно фэнтезийная «начинка» и проблематика: присутствует сверхъестественная Третья Сила, моральный выбор героя в системе «человек — божество», хождение героя «по мукам», разнообразно и тщательно прописанный мир. В «Шраме» же как единственная пружина сюжетного действия выступает противоборство с орденом слуг Священного Привидения Лаш, который авторы показали нарочито-нелепым, настолько стремясь оставить Эгерта наедине с самим собой, что не оставили ему достойного противника. Тем не менее, лишённый пружины авантюрного сюжета, роман содержит яркие и убедительные характеры, держится исключительно на «приключениях духа», выписанных образно и живо. Борьба героя с самим собой не менее увлекательна, чем авантюрный сюжет, и движения души Солля вполне убедительны. Состояние патологического ужаса авторы выписали с почти анатомической точностью, как и внутренние изменения Тории: от состояния ужаса и физического отвращения — к любовному влечению. В изменения, происходящие в душе главных героев, верится.
Н. Перумов и Д. Рудаков считают «Шрам» не фэнтези, а произведением, принадлежащим к «мэйнстриму» — «основному течению» реалистической прозы. Как и у писателей-реалистов, Дяченко волнуют проблемы человека и его судьбы, тогда как авторы фэнтези склонны к постановке и решению более глобальных проблем, и один лишь человек — это для них слишком мелко. «Шрам» близко, с одной стороны, к притче, с другой стороны — обладает рядом особенностей литературы «основного потока». Его сюжет можно легко отделить от антуража, перебросить и реализовать в иной реальности и ином времени — либо в настоящем, либо в будущем. Наложенное заклятье можно при этом заменить воздействием мощного психотропного средства или кодирования, а орден Лаш — тоталитарной сектой или спецслужбой, снятие заклятья может быть заменено излечением через катарсис или преодолением «установки». Эта «независимость» произведения от места и времени — отличительный признак оперирующего с «вечными ценностями» мэйнстрима. Авторам удалось создать достоверную психологическую атмосферу и живые убедительные характеры, которые могли бы себя уверенно чувствовать в любых пространственно-временных координатах.
После публикации «Шрама» критики стали утверждать, что Дяченко вышли за рамки фэнтези. М. Назаренко отмечает, что правильней было бы говорить о «минимизации», последовательно осуществлённой авторами: отказавшись от жанровых стереотипов, они ввели лишь один сюжетообразующий приём. Мир показан плотно, но не детально: он значим, лишь поскольку определяет поступки героев.
Как утверждает М. Назаренко, финал «Шрама» — не резкий поворот, не перелом, а следствие, завершение. По сути он является реминисценцией истории о путешествии Нильса с дикими гусями, но не столько романа Сельмы Лагерлёф, сколько его экранизации — советского мультфильма «Заколдованный мальчик». По мнению самих Дяченко, этот финал романа — апелляция к традиции, к сказочности как таковой. Назаренко отмечает, что «„Шрам“ — психологическая проза, отягчённая „памятью жанра“; но жанра не фэнтези, а сказки». Сказочные элементы введены авторами в текст совершенно сознательно и придают «Шраму» ещё большую универсальность, доступную именно сказке. Реминисценция из «Заколдованного мальчика» тоже не случайна: она играет роль отсылки скорее к «сказочности вообще», чем к конкретному тексту.
Назаренко также утверждает, что из сказки (но страшной) происходит и привидение Лаш. Логика брата Фагирры и других жрецов, выпустивших Мор, сводится к оруэлловскому афоризму «Цель власти — власть, цель пытки — пытка». Мир «Шрама» включает в себя внутреннее, защищённое пространство (университет) и пространство внешнее, агрессивное и смертельно опасное. Орден Лаш — лишь сгущение этой агрессии и безумия, противостоять которым невозможно и всё же необходимо. Страх Эгерта Солля перед привидением Лаш — страх сильнейший, звериный. Но именно через сильнейшее переживание страха и страдания происходит освобождение от них — путём катарсиса.
Как не раз отмечалось в критике, изменение чувств Тории по отношению к Эгерту — от ненависти до прощения, от жалости до любви — описано с больши́м мастерством и тактом. В тот период творчества Дяченко (середина 1990-х годов) их особенно интересовала именно любовь, её динамика, зарождение и гибель, сущность и проявления. Каждый из ключевых эпизодов взаимоотношений Тории и Солля описан по-дяченковски четко, повествование ведётся не с точки зрения всезнающих авторов, а через восприятие кого-то из героев — но не Тории и Солля одновременно. И только когда они обретают друг друга, восприятие обоих героев начинает пересекаться в одних и тех же эпизодах.

## Образ Эгерта Солля
Описывая, как отразилось на жизни Солля проклятие трусости, авторы проявляют себя в качестве последовательных и безжалостных диагностов, производят тщательную вивисекцию человеческого сознания, реалистическое исследование человеческой души, выполненное на фоне подчёркнуто условного антуража. «Шрам» оказывается книгой предельной, как для героев, так и для авторов. Проявления заклятия трусости — не одномоментное изменение, а процесс, переданный в подробностях (беспокойство, кошмары, головокружения и пр.)..
Однако в результате такого перерождения героя он оказывается способен увидеть и понять других людей. Сломленный, лишённый свободы выбора — он тем не менее испытывает нравственное перерождение и демонстрирует качества, говорящие о том, что человек способен меняться к лучшему — и что его скрытые черты характера могут контрастировать с внешними проявлениями. Но перед этим Эгерт Солль долгое время словно бы плывёт по течению: ему остаётся жить таким, каков он есть, и сохранить ту малую частицу «я», которую не затронуло заклятье. 
В связи с этим Михаил Назаренко пишет:

Говорят, что чуткий слух слепцов — компенсация увечья. Изуродованная душа Эгерта, из которой вырвали всё, что составляло ее основу, восстанавливает себя, обретая новые свойства. <…> Он просто стал тем, кем стал, — человеком, способным чувствовать чужую боль как свою. Это стойкий мотив поздней советской фантастики: «Я весь изранен», — говорит уж до чего, казалось бы, эгоцентричный Писатель в «Сталкере»; «чуткость к колебаниям» земли или человеческих душ — приговор, вынесенный альтисту Данилову.

## Награды
На втором конгрессе фантастов России «Странник-97» роман «Шрам» был удостоен премии «Меч в камне» как лучшее произведение в жанре фэнтези 1995—1996 годов.

## Издания
- Волшебный роман (журнальный вариант). // Радуга (Киев). — 1996. — № 7-10.
- М.: АСТ; СПб.: Terra Fantastica, 1997 (серия «Заклятые миры»), в сборнике «Привратник».
- СПб.: Северо-Запад-Пресс; М.: АСТ, 2000 (серия «Перекрёсток миров»).
- М.: Эксмо-Пресс, 2002 (серия «Нить времён»).
- М.: Эксмо, 2003 (серия «Шедевры отечественной фантастики»), в сборнике «Скитальцы».
- М.: Эксмо-Пресс, 2005 (серия «Триумвират»).
- К.: Зелений пес, 2006 (на украинском языке).
- М.: Эксмо, 2008 (серии «Стрела Времени. Миры М. и С. Дяченко», «Стрела Времени»).
- М.: Эксмо, 2009 (серия «Миры М. и С. Дяченко»), в сборнике «Скитальцы», том 1.
- М.: Эксмо, 2010 (серия «Гиганты фантастики / Гиганты фэнтези»), в сборнике «Скитальцы».

## Переводы
- На польском языке роман был издан в 2005 году в переводе Витольда Яблонского[5]. В 2006 году он был напечатан на украинском, в 2009 — на польском, в 2012 — на английском, В 2014 году — на китайском[6].